# Andrew Scheer
Andrew James Scheer (Ottawa, Ontario; 20 de mayo de 1979) es un político canadiense, líder del Partido Conservador canadiense entre 2017 y 2020. Es miembro del Parlamento canadiense por la circunscripción de Regina-Qu'Appelle desde 2004 y fue líder del Parlamento canadiense a la edad de 32, ocupando este cargo desde 2011 hasta 2015. A finales de 2016 anunció su candidatura a las primarias de su partido, que ganó en mayo del año siguiente. Scheer consiguió el 50,95 % de los votos, convirtiéndose en líder del Partido Conservador.

## Orígenes
Scheer nació en Ottawa, Ontario, el 20 de mayo de 1979. Sus padres eran Mary Gerarda Therese (enfermera) y James Scheer (bibliotecario y lector). Su padre también es diácono permanente de la diócesis de Ottawa. Tiene dos hermanas. Tras graduarse en un instituto católico local, estudió Historia y Ciencias Políticas en la Universidad de Ottawa. Mientras estudiaba trabajó en el departamento de correspondencia de la Oficina del líder de la oposición. Se mudó a Regina tras conocer a su futura esposa, Jill Ryan, en la universidad, y acabó su licenciatura en la Universidad de Regina. 
Scheer se quedó en Regina tras licenciarse para trabajar en la aseguradora Shenher Insurance. Más tarde, comenzó su trabajo en la oficina de Larry Spencer, un político de la circunscripción de Regina-Lumsden-Lake Centre del partido Canadian Alliance (Alianza Canadiense). La Alianza Canadiense y el Partido Conservador Progresista se unieron en 2003, y Scheer pasó a formar parte del nuevo Partido Conservador.

## Carrera política
Scheer fue elegido representante conservador por la circunscripción de Regina-Qu'Appelle, en las elecciones federales de 2004. Por 861 votos consiguió derrotar a su rival Lorne Nystrom, del New Democratic Party (Nuevo Partido Democrático). Fue reelegido por Regina-Qu'Appelle en 2006, ganando otra vez a Nystrom por 2.740 votos.

### Presidente del Parlamento
Tras ocupar varios cargos en el Parlamento canadiense, Scheer fue nombrado vicepresidente del mismo en 2008, sustituyendo al neodemócrata Bill Blaikie. Cuando su partido consiguió la mayoría en las elecciones federales de 2011, su experiencia como vicepresidente le valió como aval para presentarse a la Presidencia del Parlamento canadiense. El 2 de junio de 2011, Scheer consiguió vencer en la sexta vuelta a la neodemócrata Denise Savoie.
En marzo de 2014, formó parte de los 13 canadienses a los que el presidente Putin prohibió la entrada a Rusia en el marco de la ocupación de zonas de Ucrania con mayoría rusa. Canadá era uno de los países del G7 que prohibió la entrada a su territorio a 45 oficiales rusos, además de decretar sanciones económicas, en respuesta a la invasión rusa.

### Vuelta a la oposición
Scheer fue reelegido como parlamentario en las elecciones federales que dieron la victoria al liberal Justin Trudeau. Fue nombrado jefe de la oposición por la conservadora Rona Ambrose, a quien sustituyó. En septiembre de 2016, Scheer anunció su dimisión en un mitin conservador en Halifax, declarando que estaba sopesando presentarse a la primarias para presidir el Partido Conservador.

### Primarias conservadoras de 2017
En septiembre de 2016, Scheer anunció su candidatura a la presidencia del Partido Conservador, obteniendo el apoyo de 32 miembros del congreso conservador. En mayo de 2017, fue elegido como nuevo líder de su partido tras vencer a Maxime Bernier y a otros 12 candidatos con un 50,95 % del voto tras 13 rondas.

## Ideología
Scheer usó durante las primarias conservadoras el lema: "Real conservative. Real leader" (Conservador real. Líder real). Evitó reivindicar los temas sociales que otros candidatos trataban, afirmando que quería llegar a una mayor audiencia de canadienses. Manifestó un fuerte apoyo a otras medidas, como mayor dureza con el crimen. 

### Política exterior
Andrew Scheer propone reducir la ayuda de Canadá al desarrollo de los países más pobres del mundo en un 25 %. Los conservadores también quieren "reforzar los lazos con países con visiones similares" como Japón, India e Israel; por el contrario, denuncian a varios países, entre ellos Rusia, Corea del Norte e Irán, como "antagónicos y abiertamente hostiles a los intereses y valores canadienses". El partido también pide que la Embajada de Canadá en Israel se traslade de Tel Aviv a Jerusalén, de conformidad con la decisión del expresidente estadounidense, Donald Trump, y que se suspenda la contribución de Canadá al Organismo de Obras Públicas y Socorro de las Naciones Unidas, que presta asistencia a los refugiados palestinos.

### Impuestos
Manifestó un fuerte apoyo a otras medidas, como los recortes al impuesto sobre el carbono y la eliminación de los impuestos sobre la electricidad para calefacción. Scheer también dijo que en caso de ganar las elecciones en 2019 volvería a instaurar la obligación de eliminar el déficit en los presupuestos del Gobierno canadiense.

### Aborto
Scheer fue catalogado como "pro-vida" por el lobby social conservador Campaign Life Coalition, y siempre ha votado en arreglo a sus principios en el Parlamento. Después de que el doctor Henry Morgentaler, doctor pro-aborto pionero, fuera nominado para la Orden de Canadá (la mayor condecoración civil del país), Scheer declaró que respetaría la postura oficial de su partido, a pesar de no estar de acuerdo. El Partido Conservador canadiense actualmente se opone a la limitación legal del aborto, mas deja a sus parlamentarios romper la disciplina de voto en este tema.

### Apoyo a las familias
Andrew Scheer pide abaratar las bajas por maternidad y paternidad. Para ello ha prometido no tasar el seguro por bajas de maternidad y maternidad, además de subir el sueldo mínimo durante la baja. También promete desgravaciones para las familias que escolaricen a sus hijos en colegios privados.

### Libertad de expresión
Scheer prometió que las universidades que no respetasen la libertad de expresión e investigación no recibirían fondos federales si llegase a gobernar.

### Legalización de la marihuana
Cuando se le preguntó sobre su posición ante la potencial legalización de la marihuana en Canadá, afirmó no estar a favor de dicha moción: "Soy bastante realista, y una vez sea legal, en un corto periodo de tiempo habrá muchas personas que trabajen para compañías que la distribuyan... Así que tenemos que ser realistas como partido".

### Eutanasia
Scheer votó en contra de la ley conocida como Bill C-14, que permite a los médicos asistir el suicidio de adultos mentalmente estables con "dolores duraderos e insoportables" en casos en los que la muerte sea "razonablemente predecible".

### Refugiados
Scheer desea priorizar la ayuda a los refugiados que considera vulnerables, poniendo como ejemplo a los miembros de minorías religiosas, como los cristianos del Medio Oriente que se enfrentan a la pena de muerte por convertirse del islam. Además prefiere que los refugiados sean integrados en la sociedad mediante planes privados antes que estatales. Afirma que parte de los problemas de los refugiados en Canadá son debido al uso inapropiado y propagandístico de los fondos por parte del Partido Liberal.

### Uniones del mismo sexo
Durante la campaña de 2004, Scheer se opuso a incluir las uniones homosexuales en la definición legal de matrimonio, y declaró que la Ley de Matrimonio Civil "es repulsiva para mí... y para cualquier persona de cualquier grupo religioso". Scheer votó a favor de una moción en 2006 que pedía reabrir el debate de la definición de matrimonio, después de que el matrimonio homosexual se aprobase en Canadá. Más tarde, Scheer afirmó no querer reabrir el debate de las uniones homosexuales, a pesar de sus creencias personales.

## Vida privada
Scheer y su esposa Jill tienen 5 hijos: Thomas, Grace, Madeline, Henry y Mary. Uno de sus cuñados es el jugador de fútbol profesional Jon Ryan y otro Steve Ryan, quien concurrió en las listas del Nuevo Partido Demócrata de Saskatchewan en las elecciones provinciales de 2007 y 2011. 
Scheer es católico practicante y acude a misa con su familia todos los domingos.